# Marek Slobodník
Marek Slobodník (* 15. ledna 1989 Banská Bystrica) je slovenský cestovatel. V roce 2012 se účastnil expedice vedené Danem Přibáněm po Jižní Americe, kterou absolvoval na Jawě 250. S Přibáněm dále absolvoval expedici přes Austrálii a jihovýchodní Asii (2015) a z Indie domů (2018). Ze všech expedic byly natočeny celovečerní filmy a seriály. V roce 2017 projel Afriku od severu k jihu na Pionýrech. V roce 2019 byl z této expedice uveden celovečerní film Afrika na Pionieri. V roce 2023 plánuje účast v nové expedici s názvem: Indodiesel na cestě. Pojedou tak, s enfieldovými motorkami napříč Indonésií.